# غارة ديديبيت الجوية
غارة ديديبيت الجوية كانت غارة جوية شنتها القوات الجوية الإثيوبية على بلدة ديديبت في منطقة تيغراي بإثيوبيا، في 8 يناير 2022. قُتل 56 شخصًا وأصيب 30 آخرون.

## خلفية
تفجرت الحرب بين القوات الاتحادية الإثيوبية والقوات المتمردة في تيغراي في شهلا نوفمبر من العالم 2020. وتأججت الحرب في إثيوبيا في أواخر ديسمبر عندما انسحبت قوات تيغراي التي تقاتل الحكومة الإثيوبية إلى مناطقها بعد اقترابها من العاصمة أديس أبابا، حيث أدى هجوم عسكري مدعوم بطائرات من دون طيار إلى تراجعها. قبل الضربة الأخير لقي 146 شخصًا على الأقل مصرعهم وأصيب 213 في ضربات جوية في تيغراي منذ 18 أكتوبر وفقًا لوثيقة أعدتها وكالات إغاثة وقدمتها لرويترز في شهر ديسمبر 2021.

## الغارة
نقلت وكالة رويترز عن موظفي إغاثة في إثيوبيا أن ضربة جوية قام بها الجيش الحكومي في إقليم تيغراي بشمال البلاد أسفرت عن مقتل 56 شخصا وإصابة 30 في مخيم للنازحين، من بينهم العديد من الأطفال. وذكرت أن الضربة استهدفت المخيم الواقع في بلدة ديدبيت في الإقليم قرب الحدود مع إريتريا.